# Graminicola
Graminicola là một chi chim trong họ Pellorneidae.

## Các loài
- Graminicola bengalensis
- Graminicola striatus[2]